# Franklin (KwaZulu-Natal)
Franklin ist ein Dorf im ehemaligen Griqualand East im Westen der Provinz KwaZulu-Natal in Südafrika. Es liegt ungefähr 20 Kilometer nördlich von Kokstad entfernt an der Regional Road  nach Underberg. Das Dorf ist ein kleiner Eisenbahnknotenpunkt, in dem sich die von Pietermaritzburg kommende Strecke in die beiden Äste nach Kokstad und Matatiele aufteilt.